# 우연 (드라마)
《우연》는 2002년 3월 1일에 MBC에서 방영한 베스트극장이다.

## 줄거리
지혜는 매일 지각을 일삼기는 해도 일은 똑소리나게 하는 홈쇼핑의 베테랑 텔레마케터다. 지혜는 여느때와 마찬가지로 늦어서 몰래 사무실로 들어가려다가 소개받고 있는 신입사원이 박주범이라는 사실에 놀란다. 그리고 기억하기 싫은 지난 날이 떠올라 기분이 상한다.
예전 지혜는 늦은 귀가 중 난데없이 한 괴한이 덥쳐오자 겁에 질린다. 겨우 경찰에 신고해 위기를 모면했지만 고소 절차의 까다로움과 경찰의 무례한 태도에 마음에도 없는 합의해 준다. 바로 그 괴한이 주범이다.
주범 역시 지난 기억 때문에 회사생활이 어렵기만 하고, 지혜와 잘 지내보려고 하지만 생각과는 다르게 자꾸 어긋나기만 한다. 신입사원 환영회 다음날부터 주범의 계속된 결근에 모두 의아해 한다. 결국 주범의 퇴사소식을 듣고, 마음이 찜찜하던 지혜는 주범 자리의 소지품을 정리하다 서랍에서 자신의 사진을 발견한다.

## 등장 인물

### 주요 인물
- 성현아 : 지혜 역
- 윤태영 : 박주범 역

### 그 외 인물
- 이잎새
- 유별
- 정한헌
- 윤순홍
- 한영수
- 윤예희
- 황진영
- 이종래
- 강민서
- 함신영
- 조명진
- 박현정
- 김강산 (목소리 출연)